# Alfred Zerban
Alfred Zerban (* 15. Juli 1933 in Essen; † 25. Juni 2014 in Bergisch Gladbach) war ein deutscher Hörfunkjournalist.

## Leben

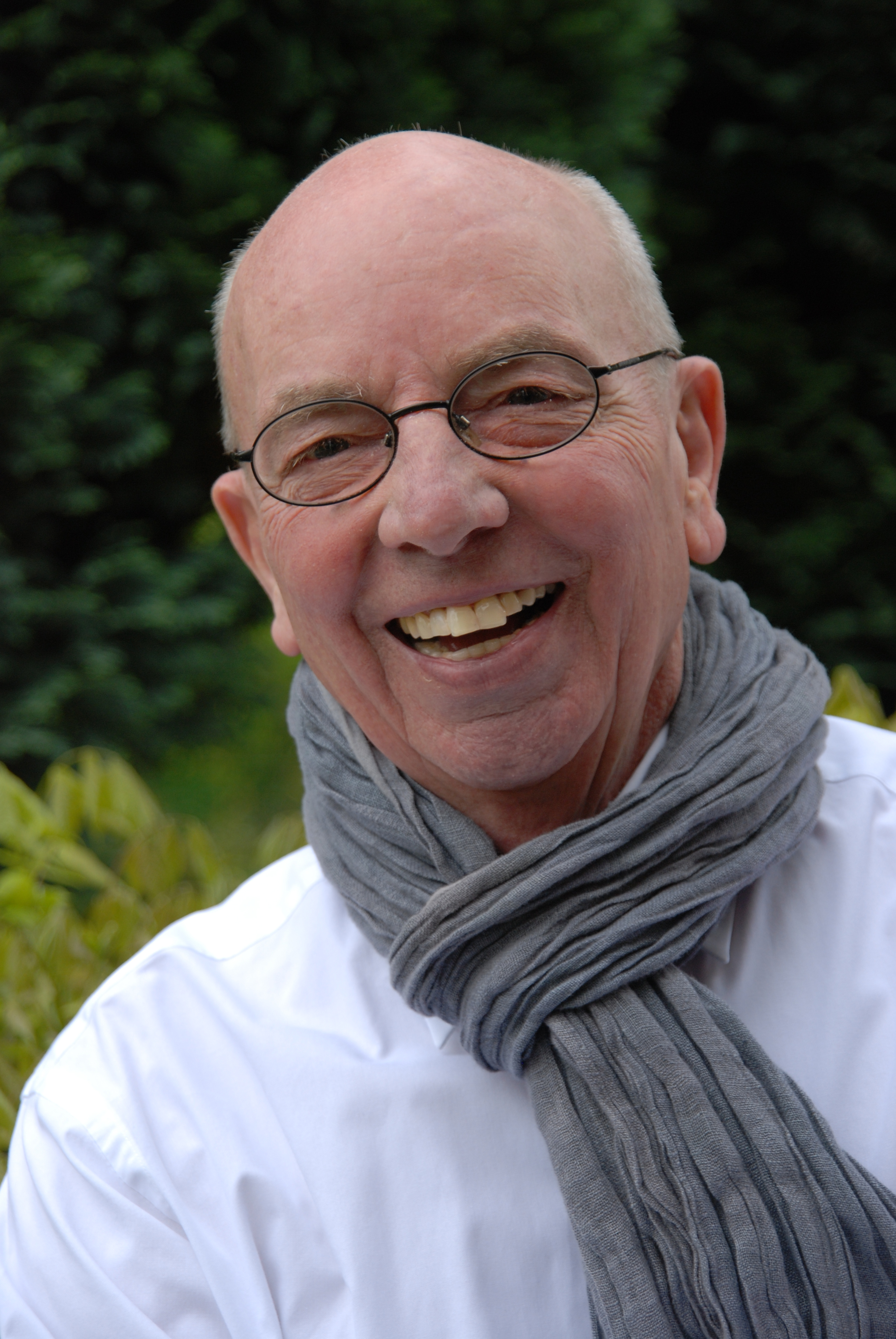
Alfred Zerban (2012)

Alfred Zerban machte zunächst eine Ausbildung zum Industriekaufmann, studierte dann Volkswirtschaft. Seit 1957 war er Mitglied der Burschenschaft Alemannia Freiburg. Zu Beginn der 1960er Jahre arbeitete er als Redakteur für die Verbraucherzeitschrift DM, von 1963 bis 1965 war er stellvertretender Leiter der Wirtschaftsredaktion beim Hessischen Rundfunk. Am 1. Mai 1965 begann Zerban seine journalistische Tätigkeit beim Westdeutschen Rundfunk als Redakteur mit besonderen Aufgaben im Wirtschaftsressort. Am 1. Juli 1971 übernahm er die Leitung der von ihm gegründeten Verkehrsredaktion. Einen hohen Bekanntheitsgrad erreichte Zerban durch die Sendung Freie Fahrt ins Wochenend, in der er in über 25 Jahren mehr als 1300 Autos auf ihre Verkehrstauglichkeit testete, unter anderem auf einer „Buckelpiste“ in der Wahner Heide. 
Mitte der 1970er gab es eine breite Forderung von Bürgerinitiativen nach Tempo 30 in den Wohngebieten. Grund war unter anderem die hohe Zahl von tödlich verunglückten Kindern. Bei tausend tödlich Unfällen mit Fußgängern kamen 423 Kinder unter zehn Jahren ums Leben. Ein prominenter Befürworter in der Diskussion war Zerban, der häufig zum Start seiner Sendung für die Herabsetzung der örtlichen Geschwindigkeitsbegrenzung von 50 auf 30 km/h plädierte.
Im Februar 1996 ging der mehrfach ausgezeichnete Zerban in den Ruhestand.
Noch bis 2013 betrieb Alfred Zerban einen Hörfunkdienst, der deutsche Auslandssender mit Nachrichten belieferte. 80-jährig starb er nach langer schwerer Krankheit und hinterließ seine Ehefrau, mit der er 52 Jahre verheiratet war, und zwei Kinder. Er wurde am 8. Juli 2014 in seinem Heimatort Bergisch Gladbach in den „Gärten der Bestattung“ beigesetzt.

## Auszeichnungen
- Bundesverdienstkreuz
- Christophorus-Preis (mehrfach)
- Ehrenpräsident der Gesellschaft für Ursachenforschung bei Verkehrsunfällen e. V.
- Umweltschutzpreis der Stadt Essen